# همی‌پارزی
پارزی به معنی فلج ناقص (ضعف) در عضلات به خصوص اندام‌ها است. پارزی می‌تواند عمومی یا محدود باشد مثلاً فلج یک اندام یا یک نیمه بدن (همی پارزی)
به عبارتی دیگر ضعف یک طرف بدن یا قسمتی از آن(منبع؛ برونر و سودارث)
Hemiparesis مثلاً سمت راست بدن.
علت پارزی می‌تواند به اعصاب یا عضلات مربوط باشد مانند سکته مغزی، دیستروفی عضلانی و ضایعه نخاعی. فلج کامل یک نیمه بدن را همی پلژی گویند.